# NGC 3644
NGC 3644 is een spiraalvormig sterrenstelsel in het sterrenbeeld Leeuw. Het hemelobject werd op 22 maart 1865 ontdekt door de Duitse astronoom Albert Marth.

## Synoniemen
- IC 684
- UGC 6373
- MCG 1-29-37
- ZWG 39.139
- PGC 34814